# Aminatou Haidar
Aminatou Ali Ahmed Haidar anche Aminattou e Haminatou (in arabo أميناتو حيدر‎?; Laayoune, 24 luglio 1966) è un'attivista per i diritti umani sahrāwī.
È residente a Laayoune nel Sahara Occidentale. Ha due figli (Muhammad and Hayat) ed è divorziata. È laureata in letteratura moderna.

## Imprigionamento
È stata incarcerata nella "Prigione nera" di Laayoune il 17 giugno 2005, dopo essere stata arrestata in ospedale dove era ricoverata per essere curata per le lesioni inflitte dalla polizia in una dimostrazione durante l'Intifada non violenta per l'indipendenza. Fu torturata durante l'interrogatorio. Amnesty International ha espresso una forte preoccupazione sulla situazione dei prigionieri sahrāwī in Marocco e nei territori occupati del Sahara Occidentale, e specificamente ha mostrato interesse per Aminatou Haidar, evidenziando il timore per i suoi diritti per un equo processo e adottandola come prigioniera di coscienza.

## Detenzione e sentenza, 2005
Il 14 dicembre 2005, Aminatou Haidar fu condannata a 7 mesi di prigione da una corte marocchina a Laayoune. Amnesty, che ha inviato un osservatore ad assistere al processo, con forti critiche immediate e confermando che Aminatou Haidar e gli altri processati godevano dello status di prigioniero di coscienza.
Fu avviata una campagna internazionale per la scarcerazione di Aminatou Haidar a più livelli compreso il Parlamento Europeo.
Il Parlamento Europeo ha inoltre richiesto la sua scarcerazione immediato nell'ottobre 2005.
In seguito a questa azione è stata candidata al Premio Sakharov.

## Rilascio dalla prigione, 2006

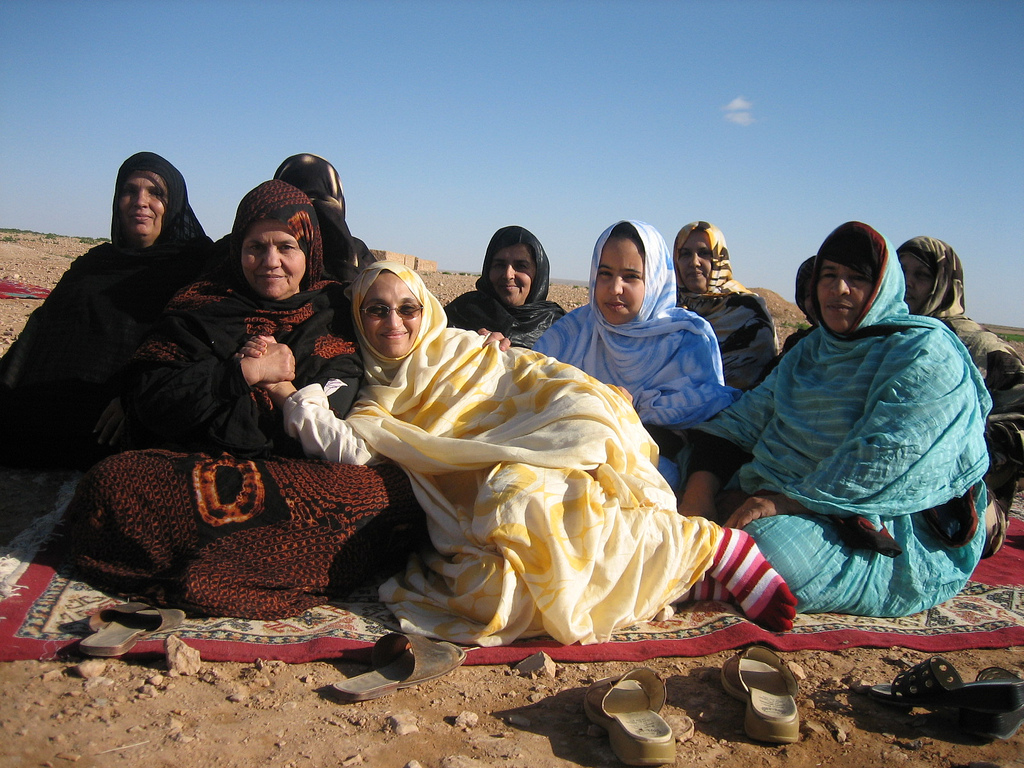
Aminatou Haidar a Tindouf

Il 17 gennaio 2006, Aminatou Haidar è stata scarcerata dopo sette mesi di prigione alla fine della condanna. Il ruolo simbolico che ha assunto Aminatou Haidar ha spinto molti sahrāwī a dimostrazioni in seguito alla liberazione. Appena liberata ha dichiarato: «la gioia è incompleta senza la scarcerazione di tutti i prigionieri politici sahrāwī, e senza la liberazione di tutti i territori della patria ora sotto occupazione degli oppressori».
La forte esposizione mediatica e il supporto dato da associazioni e singoli politici dei paesi occidentali ha permesso l'espatrio ad Aminatou Haidar che sta svolgendo il ruolo di ambasciatore itinerante della Repubblica Democratica Araba dei Sahrawi con contatti ufficiali con i governi e le associazioni.
Ha ricevuto in Spagna il Premio Juan María Bandrés 2006 per la difesa del diritto d'asilo e la solidarietà con i profughi, conferitole dalla Commissione spagnola di aiuto ai rifugiati (CEAR) e in Italia il Premio Marenostrum 2006 per la sezione Solidarietà. È cittadina onoraria di Napoli, di Sesto Fiorentino e di Suvereto.
Le autorità marocchine nell'agosto 2006 hanno negato il passaporto ed il diritto all'espatrio ai figli di Aminatou Haidar, Hayat e Mohamed Kassimi, come forma di pressione per la sua attività di ambasciatrice itinerante.
Il 15 novembre 2006 è rientrata a Laayoune, dove ha compiuto il primo atto di disobbedienza civile. Le autorità aeroportuali hanno invitato a scendere i cittadini marocchini pregando di rimanere a bordo gli stranieri. Aminatou Haidar è rimasta da sola a bordo dichiarando di essere «...cittadina sahrāwī costretta al possesso temporaneo di passaporto marocchino». In concomitanza con l'evento osservatori stranieri sono stati "fermati" dalla polizia, come il magistrato italiano Nicola Quatrano, in missione per verificare l'evoluzione del conflitto, rilasciato solo dopo l'atterraggio della Haidar.